# Ribagnac
Ribagnac – miejscowość i gmina we Francji, w regionie Nowa Akwitania, w departamencie Dordogne.
Według danych na rok 1990 gminę zamieszkiwało 278 osób, a gęstość zaludnienia wynosiła 24 osób/km² (wśród 2290 gmin Akwitanii Ribagnac plasuje się na 902. miejscu pod względem liczby ludności, natomiast pod względem powierzchni na miejscu 961.).